# Житие императора Конрада II
Житие императора Конрада II (лат. Vita Chuonradi II imperatoris) — написанное на латинском языке в 1040-х годах описание жизни германского императора Конрада II. Автор — Випо Бургундский (умер после 1046 года) —  капеллан и придворный сначала Конрада II, а затем и Генриха III.

## Издания
- Wiponis, Vita Chuonradi II Imperatoris // MGH SS. T. XI. Hannover, 1854, p. 254—275[2].

## Переводы на русский язык
- Випон. Жизнь императора Конрада II / пер. М. Б. Свердлова // Латиноязычные источники по истории Древней Руси. Германия. Вып. I. Середина IX — первая половина XII в. М. Институт истории АН СССР, 1989. — С. 116—118.
- Випон. Деяния императора Конрада II // Боровков Д.А. Священная Римская империя и Европа. — М. Вече, 2022. — С. 134—212.
- Випон. «Деяния Конрада II императора». Восточная литература. Дата обращения: 6 июля 2012.